# Klizko
Klizko (ukrainisch Кліцько; russisch Клецко Klezko, polnisch Klick) ist ein Dorf in der ukrainischen Oblast Lwiw mit etwa 189 Einwohnern (2025).

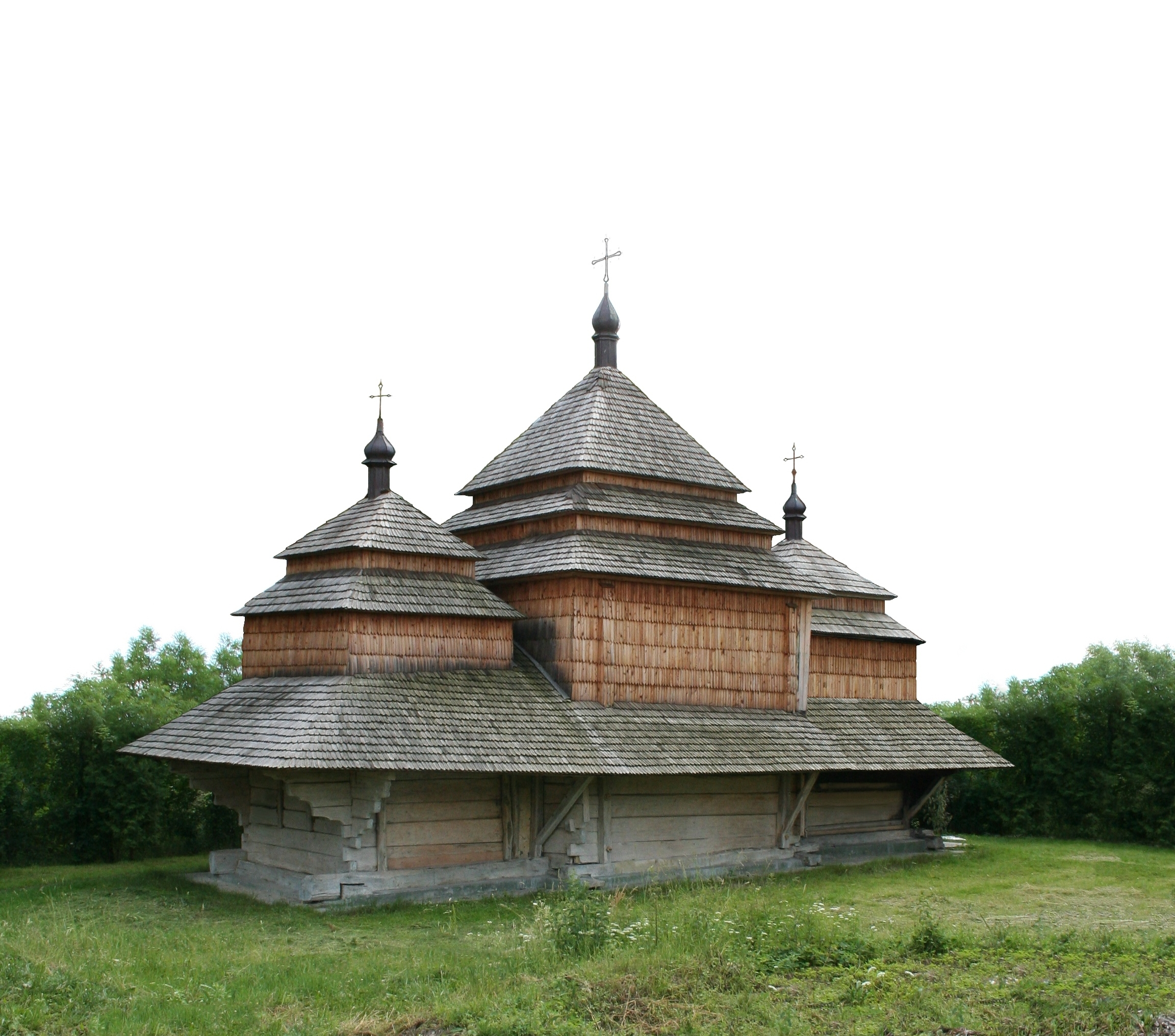
Holzkirche im Ort

Die 1404 gegründete Ortschaft liegt am Ufer der Wereschtschyzja (Верещиця), einem 92 km langen Nebenfluss des Dnister.
Am 12. Juni 2020 wurde das Dorf ein Teil der neu gegründeten Stadtgemeinde Komarno im Rajon Lwiw, bis dahin war es das Zentrum der gleichnamigen Landratsgemeinde im Rajon Horodok, zu der noch die Dörfer Andrijaniw (Андріянів) mit etwa 360 Einwohnern, Sabolottja (Заболоття) mit etwa 20 Einwohnern und Jakymtschyzi (Якимчиці) mit etwa 180 Einwohnern gehörten.
Klizko liegt 24 km südlich vom Rajonzentrum Horodok und etwa 40 km südwestlich von der Oblasthauptstadt Lwiw.

## Persönlichkeiten
- Im Dorf kam der ukrainische Schriftsteller, Dissident und Politiker Iwan Hel (1937–2011) zur Welt.